# Лимбург-Вайльбург
Лимбург-Вайльбург (нем. Limburg-Weilburg) — район в Германии. Центр района — город Лимбург-на-Лане. Район входит в землю Гессен. Подчинён административному округу Гисен. Занимает площадь 738 км². Население — 171,3 тыс. чел. (2010). Плотность населения — 232 человек/км².
Официальный код района — 06 5 33.
Район подразделяется на 19 общин.

## Города и общины
1. Лимбург (33 535)
2. Бад-Камберг (14 156)
3. Вайльбург (13 125)
4. Хадамар (12 210)
5. Хюнфельден (9887)
6. Рункель (9507)
7. Вайльмюнстер (9029)
8. Дорнбург (8375)
9. Зельтерс (8076)
10. Эльц (7994)
11. Фильмар (7038)
12. Брехен (6589)
13. Менгерскирхен (5824)
14. Вальдбрунн (5754)
15. Безелих (5646)
16. Вайнбах (4571)
17. Лёнберг (4238)
18. Меренберг (3331)
19. Эльбталь (2417)

(30 июня 2010)